# ميليسا مارس
ميليسا مارس (بالفرنسية: Melissa Mars)‏ هي مغنية وكاتبة غنائية وممثلة فرنسية، ولدت في 3 سبتمبر 1979 بمارسيليا في فرنسا.

## أعمال

### أفلام
- (2010) من باريس مع حبي[1]

## وصلات خارجية
- ميليسا مارس على موقع IMDb (الإنجليزية)
- ميليسا مارس على موقع ألو سيني (الفرنسية)
- ميليسا مارس على موقع ميوزك برينز (الإنجليزية)
- ميليسا مارس على موقع أول موفي (الإنجليزية)
- ميليسا مارس على موقع أول ميوزيك (الإنجليزية)
- ميليسا مارس على موقع ديسكوغز (الإنجليزية)
- ميليسا مارس على موقع قاعدة بيانات الفيلم (الإنجليزية)
- ميليسا مارس على موقع كينوبويسك (الروسية)
- ميليسا مارس على موقع كينوبويسك (الروسية)